# Polyura gamma
Polyura gamma är en fjärilsart som beskrevs av Percy I. Lathy 1898. Polyura gamma ingår i släktet Polyura och familjen praktfjärilar. Inga underarter finns listade i Catalogue of Life.